# Pink Panther and Pals
Pink Panther and Pals (La pandilla de la Pantera Rosa en Hispanoamérica y La Pantera Rosa y su pandilla en España) es una serie animada de televisión basada en las caricaturas clásicas de La Pantera Rosa y La hormiga y el oso hormiguero de la compañía DePatie-Freleng en los años 60, producida para Cartoon Network por Rubicon Studios en asociación con MGM Studios. El show se estrenó en Cartoon Network el 7 de marzo de 2010 a las 7:30 hs, presentado en definiciones HD y estándar. En el Reino Unido e Irlanda la serie se estrenó en Boomerang el 19 de abril a las 16:30 hs. Está compuesto por dos cortometrajes de siete minutos de La Pantera Rosa y uno de La hormiga y el oso hormiguero, entre los dos. Desde enero de 2012, la serie se transmitía en Estados Unidos por Boomerang en las mañanas de los días hábiles a las 8:30 hs, debido a la baja audiencia, la serie terminó el 23 de agosto de 2010. En Cartoon Network se emite ocasionalmente por las mañanas. A partir de 2014, la serie se retransmitió en América Latina por Boomerang hasta su desaparición.

## Segmentos

### La Pantera Rosa
Los cortos de La Pantera Rosa son reminiscencias de los cortos clásicos de DePatie-Freleng de los años 60 y 70, en el ámbito de la dirección artística, la actuación muda, la importancia de la banda sonora y los guiones de la historia. La Pantera permanece en silencio a lo largo del show, y su edad ha sido reducida hasta la adolescencia. Junto a la Pantera también se muestra un caballo llamado Hoarse, basado en el caballo con el que tiene problemas en los episodios «Jinete jineteado» y «Rosa valiente». El enemigo de la pantera, el hombre blanco, ha sido renombrado Big Nose ('Narizotas') en esta serie, con efectos vocales proporcionados por Alex Nussbaum. También se introduce el perro del hombre blanco en esta serie.

### La hormiga y el oso hormiguero
Los cortos de La hormiga y el oso hormiguero están basados en los clásicos del mismo nombre de DePatie-Freleng. En esta versión, el Oso hormiguero (Eddie Garvar, en el estilo de John Byner) parece tener la misma edad que su versión clásica, mientras que a la Hormiga (voz hecha por Kel Mitchell) también se le redujo la edad hasta la adolescencia, al igual que a la Pantera; aunque en esta versión su nombre no es mencionado, como en los cortos clásicos. Los escenarios han sido rediseñados en esta serie.

## Episodios

### Resumen de las series
| Temporada | Temporada | Episodios | Episodios | Emisión original   | Emisión original     |
| Temporada | Temporada | Episodios | Episodios | Primera emisión    | Última emisión       |
| --------- | --------- | --------- | --------- | ------------------ | -------------------- |
|           | 1         | 26        | 26        | 7 de marzo de 2010 | 23 de agosto de 2010 |

### Temporada 1 (2010)
| Número en las series | Número en la temporada | Título                         | Fecha de emisión original |
| --- | ---------------------- | ------------------------------ | ------------------------- |
| 1a | 1                      | «Sube el volumen color rosa»   | 7 de marzo de 2010        |
| Big Nose quiere pasar el día con pasatiempos silenciosos, como armar su barco en una botella y coleccionar sellos y cerámica. Sin embargo, su vecino, la Pantera Rosa dificulta la tarea mientras toca varios instrumentos musicales en su garaje. Llamar a la policía no ayuda cuando se unen a Pinky para formar una banda. Como último recurso, Big Nose lleva a su perro con él a la cabaña más remota y aislada que se le ocurra. Incluso eso no funciona, ya que su perro disfruta de la música y logra animar a los animales disecados en la cabaña lo suficiente como para unirse a él en una sesión de baile. |                        |                                |                           |
| 1b | 1                      | «El jugo de Zeus»              | 7 de marzo de 2010        |
| El Oso hormiguero no está en forma y se encuentra demasiado cansado para perseguir a la Hormiga. Regresa a su cueva donde, con la ayuda de un exprimidor especial, el Oso hormiguero desarrolla varias bebidas energéticas, que le darán el impulso necesario para perseguir a la Hormiga en la jungla. Sin embargo, el aumento de la velocidad, la visión con láser, la potente succión de las fosas nasales e incluso la mayor inteligencia no son suficientes para sacar lo mejor de la Hormiga. El Oso hormiguero finalmente la atrapa a la antigua usanza. Sin embargo, la Hormiga tiene un exprimidor propio y toma su propia bebida energética para aumentar su fuerza y liberarse. Después de esto, el Oso hormiguero decide pedir pizza la próxima vez que tenga hambre. |                        |                                |                           |
| 1c | 1                      | «Una rosada noche de tormenta» | 7 de marzo de 2010        |
| El científico loco Big Nose ha inventado una máquina que puede convertir a cualquiera en un monstruo y necesita un sujeto de prueba. Llama a un repartidor de pizza, que es la Pantera Rosa, con la esperanza de convertirlo en uno. Sin embargo, sus esfuerzos son contraproducentes y solo su perro termina transformándose en un monstruo. El último intento de Big Nose resulta en hacerse gigantesco, y persigue a su perro y a Pinky alrededor de su castillo. Sin embargo, su esposa (aún más grande y enojada) interviene, obligando al científico a pagar a Pinky la pizza, y Pinky decide entregar una pizza gigante para satisfacer el apetito de la mujer. |                        |                                |                           |
| 2a | 2                      | «Velocidad en rosa»            | 14 de marzo de 2010       |
| La Pantera Rosa quiere el último par de zapatillas de deporte que todos tienen. Un par dorado que parece tener vida propia aparece y se pone de pie, lo que lo hace acercarse a todo el mundo a gran velocidad. La Pantera regresa a la ciudad, pero tiene problemas para quitarse las zapatillas hasta que se encuentra en un avión. Las zapatillas finalmente se quitan, pero cuando Big Nose está paseando a su perro, se los pone y se deja llevar de la misma manera. Nota: Remake parcial de Tickled Pink (1968). |                        |                                |                           |

## Personajes
- La Pantera Rosa: Es el protagonista de la serie. Es un personaje genial y sereno que siempre parece frotar a Big Nose de la manera incorrecta. Como en la serie clásica, él es, en su mayor parte, un protagonista silencioso. También es apodado Pink o Pinky.
- Big Nose: Basado en el Little Man original de la serie clásica. Él es el vecino y archienemigo de la Pantera Rosa y no lo aprecia en absoluto. Big Nose siempre termina siendo eclipsado por la Pantera Rosa en todo lo que intenta hacer para aborrecerla, lo que lo hace mucho más desagradable que en encarnaciones anteriores (donde estaba en su mayoría ajeno a la presencia de la Pantera Rosa). Es representado como bajo, con una nariz grande y un bigote, y es de color blanco liso. Tiene un perro como mascota que, a diferencia de su amo, casi no tiene ningún problema con la Pantera Rosa.
- Hoarse: El caballo blanco de la Pantera Rosa, basado en un caballo que le causó problemas en varios dibujos animados de la serie clásica.
- Perro: El perro blanco de Big Nose, que es lindo y adorable, pero peligroso. Al igual que su dueño, es de color blanco liso y no muy sobresaliente. No siempre le agrada la Pantera Rosa y no teme mostrar su disgusto. Pero de vez en cuando ha demostrado disfrutar de las actividades de la Pantera Rosa, como la música y el baile.
- Hormiga: Una pequeña hormiga roja y uno de los personajes principales de los segmentos de La hormiga y el oso hormiguero. Es bastante inteligente y, como las hormigas de la vida real, es físicamente muy fuerte, capaz de transportar objetos muchas veces su peso. Sus comentarios hacia y sobre el Oso hormiguero son algo más agudos y sarcásticos que en sus anteriores encarnaciones relajadas.
- Oso hormiguero: Un oso hormiguero azul, y el principal antagonista en los segmentos de La hormiga y el oso hormiguero. Como verdaderos osos hormigueros, quiere comerse la hormiga. Es sigiloso, astuto y usa la cuarta pared; con frecuencia se dirige a la audiencia sobre lo que está sucediendo.
- Eli: Un elefante, es amigo de la Hormiga y en muchas ocasiones protege a la Hormiga del Oso hormiguero.

## Reparto
- Kel Mitchell como la Hormiga.
- Eddie Garvar como el Oso hormiguero.
- Alex Nussbaum como Big Nose, Hoarse, Perro, Narrador, Esposa de Big Nose, Rastreador de perros, Erizo, Chef en TV, Oso, Cerdo, León, Cocodrilo 1 y 2, Abuelo, Chef italiano, Radio VO, Alien, Skunks, Morsa, Mockingbird Mike y Leopardo.
- Jeannie Elias como la Genia, Mujer Espía.
- John Over como el Oso hormiguero y Eli el Elefante.
- Bob Spang como Gracie Gorlia, Rowdy Rino y Mitey Mite.

### Doblaje
| Personaje           | Actor de voz original                        | Actor de doblaje (Latinoamérica)                                                                                 |
| ------------------- | -------------------------------------------- | --- |
| La Pantera Rosa     | N/A                                          | N/A |
| Hormiga             | Kel Mitchell                                 | Irwin Daayán |
| Oso hormiguero      | Eddie Garvar                                 | Jesús Cortez |
| Big Nose            | Alex Nussbaum                                | Alfredo Gabriel Basurto                                                                                          |
| Voces adicionales   | John Over John Byner Bob Spang Jeannie Elias | Xóchitl Ugarte Isabel Romo Salvador Reyes Adriana Casas Vicky Burgoa † Diana Pérez Diana Santos Cristina Camargo |
| Estudio de doblaje  | TBA                                          | Candiani Dubbing Studios, Ciudad de México                                                                       |
| Director de doblaje | David J. Corbett                             | Vicky Burgoa †                                                                                                   |

## Equipo de trabajo
La serie fue producida por Randa Ayoubi, con David J. Corbett, Isam S. Ayoubi y Walter Mirisch como productores ejecutivos. Los directores en la serie incluyen a Ron Brewer, John Over, Tyree Dillihay, Robert Sledge, Bob Spang, Cecilia Aranovich y Lionel Ordaz. Los episodios fueron escritos por Adam Beechen, John Over, Ken Segall, David Corbett, Guy Toubes, Jim Beck, Denise Downer, Bob Spang y David Shayne. La edición y el diseño del sonido fueron llevados a cabo por Robert David Sanders y Chris Fayz. El tema original de La Pantera Rosa, compuesto por Henry Mancini para la película de 1963, sigue siendo usado, con música nueva de David Ricard.